# Войтковський Василь Миронович
Професор Васи́ль Миро́нович Войтко́вский (нар. 5 березня 1823 — пом. 24 лютого 1904) — російський педагог, історик церкви та богослов українського походження.

## Життєпис
Василь Миронович Войтковський народився у Подільській губернії Російської імперії в родині священика 5 березня 1823 року. Закінчив Подільську духовну семінарію та Санкт-Петербурзьку духовну академію. З 1850 року — священик, а з 1862 року — протоієрей.
Нагороджений камілавкою, орденом Святої Анни I, II і III-го ступенів, Святого Володимира III та VI-го ступеня, хрестом на згадку про Кримську війну. У 1849 році — викладач Подільської духовної семінарії, а у період 1850—1869 років — настоятель церкви над гробом Великої княгині Олександри Павлівни в угорському місті Іромі, виконував службу при посольстві російської церкви у Відні, Копенгагені, Венеції, Карлсбаді, де опікувався побудовою храмів.
1870 року, за попередньою рекомендацією професора М. Павловського, розпочав працювати на історико-філологічному факультеті Імператорського Новоросійського університету (нині — Одеський національний університет імені І. І. Мечникова), виконуючим обов'язки ординарного професора церковної історії (з 1895 — заслужений професор). У 1878—1879 — Василь Миронович працював секретарем цього факультету. З 1888 року — професор богослов'я та настоятель університетської церкви. Займався благодійною діяльністю, брав участь у відкритті в Одесі їдальні для малозабезпечених студентів. Одночасно настоятель церкви в Інстатуті шляхетних дівчат (у період 1870—1888 років), помічник спостерігача за викладанням Закону Божого в одеських цивільних навчальних закладах, голова ради Свято-Андріївського братства, настоятель церкви Святого Олександра Невського. З 1874 року — член педагогічного зібрання правління Одеської духовної семінарії. З 1896 року — цензор журналів «Херсонські єпархіальні відомості», «Повчання та втіха святої віри християнської». 7 березня 1900 вийшов у відставку. Помер 24 лютого 1904 в Одесі.
Був похований на Першому Християнському цвинтарі. 1937 року комуністичною владою цвинтар було зруйновано. На його місці був відкритий «Парк Ілліча» з розважальними атракціонами, а частина була передана місцевому зоопарку. Нині достеменно відомо лише про деякі перепоховання зі Старого цвинтаря, а дані про перепоховання Войтковського відсутні.

## Науковий доробок
Активно займався науковою справою. Мав ступінь магістра богослов'я за твір «Історія Волинської єпархії» (1849 рік). Досліджував історію церкви, питання релігійної та церковної історії в імперії Габсбургів, зокрема і Галичині. Написав роботи:
- «О православной церкви в австрийских владениях»;
- «Об униатской церкви в Австрии»;
- «О религиозном движении в Галиции»;
- «Обрядовый вопрос в Галиции»;
- «О церковном соединении Германии»;
- «Платон Атанацкевич, заслуженный сербский епископ в Австрии»;
- «Начаток христианства между мадьярами»;
- «Иоанн Раич, православно-сербский архимандрит и писатель».

Подавав матеріали до «Записок» Імператорське Одеське товариство історії і старожитностей; перекладав твори іноземних авторів, наприклад, роботу Павла Йозефа Шафарика «Про глаголичну писемність». Крім того частина робіт присвячена релігійним питанням:
- «Про храм молитви й храм науки»;
- «Таємниці ведення й життя відкриваються у святилищі Божому у священному одкровенні»;
- «Про відношення між мистецтвом та релігією».

Матеріал цих праць увійшов до складу його лекцій з богослов'я, церковної історії та канонічного права, що він викладав в Імператорському Новоросійському університеті. Друкованих творів майже не збереглося, свої лекційні курси він спалив, вважаючи їх недостатньо досконалими.